# Parafia św. Dominika w Szczecinie
Parafia pod wezwaniem św. Dominika w Szczecinie – parafia rzymskokatolicka należąca do dekanatu Szczecin-Niebuszewo, archidiecezji szczecińsko-kamieńskiej, metropolii szczecińsko-kamieńskiej. Została erygowana w 1991. Siedziba parafii mieści się w Szczecinie na Placu Ofiar Katynia.